# Sclerogibbidae
Sclerogibbidae es una familia perteneciente al orden Hymenoptera, superfamilia Chrysidoidea. Son ectoparasitoides de Embioptera. Hay  20 especies en 3 géneros. Tienen marcado dimorfismo sexual. Las hembras carecen de alas y parecen hormigas.

## Géneros
- † Sclerogibbodinae Engel, 2006
  - † Sclerogibbodes Engel, 2006
- Sclerogibbinae Ashmead, 1902
  - Caenosclerogibba Yasumatsu, 1958
  - Neosclerogibba (Koch, 1995)
  - Probethylus Ashmead, 1902
  - Parasclerogibba (Hamann, 1958)
  - Sclerogibba Riggio et Stefani-Perez, 1888
- Incertae sedis
  - Sclerogibba embiopterae Dodd, 1939